# 広島西郵便局
広島西郵便局（ひろしまにしゆうびんきょく）は、広島県広島市西区にある郵便局である。民営化前の分類では集配普通郵便局であった。

## 概要
住所：〒733-8799 広島県広島市西区天満町5-10

### 併設施設
- ゆうちょ銀行広島西店（広島支店広島西出張所）：取扱店番号510010

### 無人出張所（局外ATM）
民営化前は以下の場所に出張所としてATMを設置していた。民営化後も同じ場所にATMがあるが、管理はゆうちょ銀行広島支店となっている。
- アルパーク天満屋店内出張所 - アルパーク西棟3階
- アルパーク内出張所 - アルパーク東棟
- ひろでん己斐内出張所
- マリーナホップ内出張所

### 分室
分室はなし。過去に存在した分室は以下のとおり。
- 県庁内分室 - 1961年（昭和36年）に、広島郵便局（後の広島東郵便局、現在の広島JPビル郵便局）に移管された。

## 歴史

### 細工町時代
広島西郵便局の前身は、現在の中区大手町（当時の住所表示は細工町）に所在していた広島郵便局で、広島市で最初に設置された郵便局である。当時の局舎は、1893年（明治26年）竣工のモルタル塗り地上3階・地下1階、一部レンガ造りで正面に時計塔をもつモダンな建物で、近隣（当時の猿楽町）の県産業奨励館と並ぶ町のランドマークとして原爆被災による壊滅まで市民に親しまれていた。また、局の南側を走る東西通りは本通から元安橋を経て対岸の中島本通に至る、旧西国街道以来のメインストリートであり、近隣には多数の金融機関が店舗を置いていた。
その起源は1872年1月（明治4年12月）設置の 広島郵便取扱所まで遡る。この郵便取扱所は、その後1873年（明治6年）4月に広島郵便役所、1875年（明治8年）1月に広島郵便局、1889年（明治22年）7月に広島郵便電信局と頻繁に改称が行われたが、1903年（明治36年）4月の広島郵便局への再改称で漸く定着した。しかし市民にとっては広島で最も古くかつ重要な郵便局であることには変わりなく、戦前には一般に「本局」の通称で呼ばれていた。
業務に関しては1878年（明治11年）には貯金取扱を開始するなど局として整備が進み、また20世紀に入って広島の軍都・兵站基地化が進行したことから大量の軍事郵便も扱うようになり、国内通信業務の一大拠点となっていった。この結果、原爆被災の時点では、郵便・貯金保険・貯蓄業務など5課からなり約410名が勤務し、一日あたり普通通常25,000通（そのうち軍関係が10,000通）で小包は600個にのぼった。

### 原爆による壊滅
1945年（昭和20年）8月6日朝、B-29爆撃機エノラ・ゲイ号から投下された原子爆弾（リトルボーイ）が、同じ細工町内で、通りを挟んで西向かいに所在する島病院の南西側の上空約600mで炸裂した。原爆炸裂で発生した爆風・高熱により、上述の局舎は、外装していた赤レンガの一部分を除いて大破・炎上し、280人余の職員・動員学徒（祇園高等女学校・本川国民学校高等科）はほぼ全員が即死した。死没者の45％は家庭の主婦や女学校からの動員学徒よりなる女性であり、また局舎内の育児室にいた幼児も犠牲となった。「局舎の焼跡には、おびただしい数の白骨と黒焦げの死体だけが、瓦礫と共に残っていた」という。
1953年（昭和28年）8月には、「広島郵便局殉職者之碑」が比治山町（現・南区）の多聞院に建てられ、犠牲者として判明していた288人の職員・動員学徒・引率教師の名前が刻まれた。1975年（昭和50年）8月には「有縁の有志」により旧広島郵便局の「殉職の碑」が元安橋東詰の旧局舎所在地近くに建立されている。

### 戦後の再建から現在まで
原爆被災の翌年の1946年（昭和21年）9月、局は広島市基町（現・中区）に移転、バラック建てで再建された。1958年（昭和33年）11月には広島駅前郵便局が広島郵便局に改称したことに伴い、当局は永年親しまれた名称を広島西郵便局に改め、1961年（昭和36年）3月には天満町に移転、現在に至っている。

## 沿革
- 1872年1月14日（明治4年12月5日） - 市内細工町28番地に広島郵便取扱所として設置[1]。
- 1873年（明治6年）4月 - 広島郵便役所となる[1]。
- 1875年（明治8年）1月1日 - 広島郵便局（二等）となる。翌日より為替取扱を開始[1]。
- 1878年（明治11年） - 貯金取扱を開始[1]。
- 1885年（明治18年） - 電信取扱を開始[1]。
- 1889年（明治22年）7月16日 - 広島郵便電信局となる[1]。
- 1903年（明治36年）4月1日 - 通信官署官制の施行に伴い広島郵便局となる[1]。
- 1930年（昭和5年）11月16日 - 広島市大手町二丁目に保険分室を設置[3]。
- 1934年（昭和9年）6月21日 - 電話事務を広島電話局に移管[4]。
- 1937年（昭和12年）9月13日 - 広島市千田町一丁目広島貯金支局構内に貯金支局内分室を設置[5]。
- 1938年（昭和13年）
  - 9月1日 - 広島市基町に陸軍病院内分室および陸軍病院第一分院内分室を設置[6]。
  - 11月21日 - 陸軍病院第一分院内分室を陸軍病院第一分病室内分室に改称[7]。
- 1939年（昭和14年）9月11日 - 広島市三滝町に陸軍病院三滝分病室内分室を、同市江波町に陸軍病院江波分病室内分室を設置[8]。
- 1940年 （昭和15年）
  - 4月11日 - 陸軍病院第一分病室内分室を陸軍病院基町第一分院内分室に、陸軍病院江波分病室内分室を陸軍病院江波分院内分室に、陸軍病院三滝分病室内分室を陸軍病院三滝分院内分室に改称[9]。
  - 7月1日 - 陸軍病院内分室を基町第一分室に、陸軍病院基町第一分院内分室を基町第二分室に、陸軍病院三滝分院内分室を三滝分室に、陸軍病院江波分院内分室を江波分室に改称[10]。
- 1945年（昭和20年）
  - 3月10日 - 江波分室を江波第一分室に改称。広島市江波町に江波第二分室を設置[11]。
  - 8月6日 - 原爆被災により局舎および勤務中の局員は全滅。
- 1946年（昭和21年）9月 - 広島市基町（現・中区）に移転し再建。
- 1956年（昭和31年）4月25日 - 広島県庁舎が広島市霞町から同市基町に移転したことに伴い、県庁内分室が移転とともに、広島駅前郵便局（後の広島東郵便局、現在の広島JPビル郵便局）から当局の所属に変更[12]。
- 1957年（昭和32年）8月1日 - 電話通話および和文電報受付事務の取り扱いを開始。
- 1958年（昭和33年）8月15日 - 県庁内分室において、電話通話および和文電報受付事務の取り扱いを開始。
- 1958年（昭和33年）11月1日 - 広島駅前郵便局の広島郵便局への改称に伴い、広島西郵便局に改称。
- 1961年（昭和36年）3月6日 - 広島市基町から同市西天満町に移転。同時に県庁内分室は広島郵便局（後の広島東郵便局、現在の広島JPビル郵便局）に再移管。基町の局跡地には広島中郵便局が設置された。
- 1998年（平成10年）9月1日 - 外国通貨の両替および旅行小切手の売買に関する業務取扱を開始。
- 2007年（平成19年）10月1日 - 民営化に伴い、併設された郵便事業広島西支店、ゆうちょ銀行広島西店に一部業務を移管した。
- 2012年（平成24年）10月1日 - 日本郵便株式会社の発足に伴い、郵便事業広島西支店を広島西郵便局に統合。
- 2017年（平成29年）3月5日 - ゆうゆう窓口の24時間営業を廃止。

## 取扱内容

### 広島西郵便局
- 郵便、印紙、ゆうパック、内容証明
- 生命保険、バイク自賠責保険、自動車保険、がん保険、引受条件緩和型医療保険
- 広島市西区内全域（〒733-00xx、733-08xx、733-85xx、733-86xx、733-87xx）の集配業務。
- ゆうゆう窓口

### ゆうちょ銀行広島西店
- 貯金、貸付、為替、振替、振込、国際送金、外貨両替、国債、投資信託、変額年金保険
- ATM

## 周辺
- 広島市西区役所
- 太田川

## アクセス
- 広島電鉄本線（2・3号線）観音町電停から徒歩約4分
- 広電バス、広島バス 天満町停留所下車
- 広島高速4号線 中広出入口から南へ約800m
- 駐車場あり：13台